# Отрядът самоубийци
„Отрядът самоубийци“ (на английски: The Suicide Squad) е американски супергеройски филм от 2021 г. на режисьора Джеймс Гън, който също така е и негов сценарист. Филмът е 10-ият подред в Разширената вселена на Ди Си. Премиерата му в САЩ е на 5 август 2021 г. Филмът е продължение на „Отряд самоубийци от 2016 г.“
Филмът ще има спин-оф сериал „Умиротворителят“ с участието на Джон Сина, който ще си продължи ролята от филма.

## Актьорски състав
| Актьор             | Роля                             |
| ------------------ | -------------------------------- |
| Идрис Елба         | Робърт Дюбоа / Блодспорт         |
| Джон Сина          | Кристофър Смит / Умиротворителят |
| Марго Роби         | Д-р Харлийн Куинзел / Харли Куин |
| Джоел Кинаман      | Полковник Рик Флаг               |
| Даниела Милчиър    | Клео Казо / Ловец на плъхове 2   |
| Дейвид Дастмалчиан | Абнър Крил / Точковия човек      |
| Силвестър Сталоун  | Нанауе / Крал Акула              |
| Вайола Дейвис      | Аманда Уолър                     |
| Питър Капалди      | Гаюс Грийвъс / Мислителят        |
| Джай Кортни        | Дигър Харкнес / Капитан Бумеранг |
| Шон Гън            | Невестулката и Календара         |
| Майкъл Рукър       | Браян Дърлин / Савант            |
| Пийт Дейвидсън     | Ричърд Херц / Блекгард           |
| Флула Борг         | Гунтер Браун / Копието           |
| Нейтън Филиън      | Кори Пицнър / Т.Д.К.             |
| Майлинг Нг         | Монгал                           |
| Стив Ейджи         | Джон Економос                    |
| Дженифър Холанд    | Емилия Харкорт                   |
| Хуан Диего Ботто   | Президент Силвио Луна            |
| Хоакин Козио       | Генерал Матео Суарез             |
| Таика Уаитити      | Ловец на плъхове                 |
| Дий Брадли Бейкър  | Плъхът Себастиан                 |